# 베르톨트 브레히트
베르톨트 브레히트(독일어: Bertolt Brecht, 1898년 2월 10일 ~ 1956년 8월 14일)는 독일의 극작가, 시인, 그리고 연출가다. 주로 사회주의적인 작품을 연출했으며, 낯설게 하기라는 개념을 연극 연출에 사용한 것으로 유명하다. 표현주의를 거친 신즉물주의적(新卽物主義的) 스타일로, 현실에 대한 가차 없는 비판과 풍자를 극화한 니힐리스트이다. 후에 사회주의자가 되었다.

## 생애
독일 바이에른주 아우크스부르크에서 제지공장주의 아들로 태어났다. 뮌헨 대학에서 의학을 공부했으며, 제1차 세계 대전동안은 뮌헨에 있는 병원에서 잠시 일했다.
전쟁이 끝난 뒤 뮌헨에서 극작가·연출가로 출발하여 후일 베를린으로 나가 막스 라인하르트의 독일 극장에서 성공을 거두었다. 첫 희곡 《바르》(1918)와 이어서 제2작 《밤의 북[鼓]》(1919)으로 클라이스트 상을 받았고, 《도시의 정글 속에서》(1923)와 《서푼짜리 오페라》(1928)로 극단에 결정적인 지위를 굳혔는데, 《서푼짜리 오페라》는 무려 100회가 넘는 공연이 베를린에서 있었다.
초기에는 무정부주의자였으나, 나중에는 전쟁 체험을 통해서 자기의 계급에 등을 돌려 차츰 혁명적인 방향으로 나아갔다. 마르크스주의를 받아들인 브레히트는 부르주아의 탐욕을 드러내는 극본과 사회주의 소설 《서푼짜리 소설》을 집필하는 좌파작가로 활동했다. 1933년 극우정당인 나치의 집권과 나치가 좌파탄압을 위해 날조한 사건인 독일 국회의사당 방화 사건으로 미국에 망명했다. 망명 중에 집필한 《제3제국의 공포와 비참》, 《갈릴레이의 일생》(1938), 《억척어멈과 그 자식들》(1939), 《코카서스의 백묵원》(1944) 등의 상연으로 새로운 연극의 길을 제시하였다.
세계 대전이 끝난 뒤, 미국에서도 1947년 12월 극단적인 반공주의인 매카시즘이 불어 브레히트는 다시 독일 민주 공화국(동독)으로 이주해야 했다. 당시 많은 동료 좌파작가들이 독일 연방 공화국(서독)을 택했지만, 그만은 동독을 택했다. 하지만 동독 공산당(SED) 간부들이 관료주의에 물들어 있던 동독도 그에게 만족을 주지는 못하여 풍자시를 쓰기도 했으며, 정부가 인민을 버렸다면서 1953년 동독 노동자 봉기 진압을 비판하기도 했다. 1956년 8월 지병인 심장병으로 숨을 거두었으며, 가족으로는 1929년 결혼한 아내 헬레네 바이겔과 두 자녀(슈테판, 바바라)가 있다.

## 주요작품

### 시
브레히트의 주요 시 작품으로는 〈살아남은 자의 슬픔〉, 〈1492년〉등이 있다. 그의 작품들은 기존 가치관에 대한 비판의식, 인간에 대한 사랑, 전쟁의 참상을 고발하는 평화주의가 담겨 있는 것이 특징이다.
(실례로 시 〈1492년〉은 이민을 심사하는 판사가 일부러 쉬운 문제를 내서, 가난한 이탈리아인 가족의 입국을 허용한다는 내용이다.)

### 희곡
브레히트는 처음엔 표현주의 작가로 출발하였으나 후일 사회주의 리얼리즘을 추구하게 되었다. 첫작품인 <바알>, 출세작이 된 귀환병극(歸還兵劇) <밤의 북>, 인간소외의 문제를 앞세운 <도시의 정글>에는 아직 안비바렌트한 도취나 익살, 조소의 빛이 강하지만 차츰 마르크스주의로 기울어져, 대상에의 거리적(距離的)인 태도는 사회적인 인식을 구하는 새로운 서사적 연극의 주요한 수법인 이화효과(異化效果)를 낳았다. <사나이는 사나이다> 그리고 실지교시(實地敎示)를 중시한 일련의 교육극의 시도는 이미 그러한 지향(志向)을 보인 것이다. 단순한 정감에 흐르지 않는 음악과 극의 새로운 종합을 구하는 방향은 작곡가 바일의 협력을 얻어 <싸구려 오페라>(1928)와 <마하고니시의 흥망>(1930)을 낳았다. <도살장의 성 요한나>와 <모친>은 정치적으로 가장 첨예한 극이다. 불우한 망명생활 중 그의 연극론은 차츰 체계화되었으며 이를 뒷받침하는 걸작 <배짱 센 어머니와 그 아이들> <푼틸라 나리와 하인 마티> <사천(四川; Szechwan)의 선인(善人)> <코카서스의 백묵원(白墨圓)> <갈릴레이의 생애> 등을 연달아 집필, 전후에는 동베를린으로 넘어가 베를리나 앙상블을 결성하고 실제의 연극활동을 통해서 그의 연극의 혁신적인 의의를 무대 위에서 입증하여 세계적인 주목을 모았으나 변증법적 연극으로 발전시키는 도상에서 세상을 떠났다.

## 같이 보기
- 서구마르크스주의
- 테리 이글턴
- 하이너 뮐러
- 게오르크 빌헬름 팝스트